# Куля Міньє

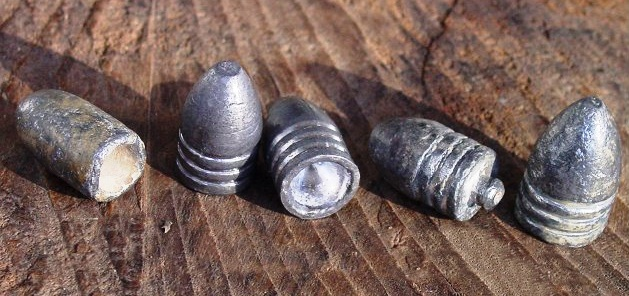
Різні варіанти кулі Міньє. Чотири кулі праворуч мають канавки Тамісера для поліпшення аеродинамічної стійкості.

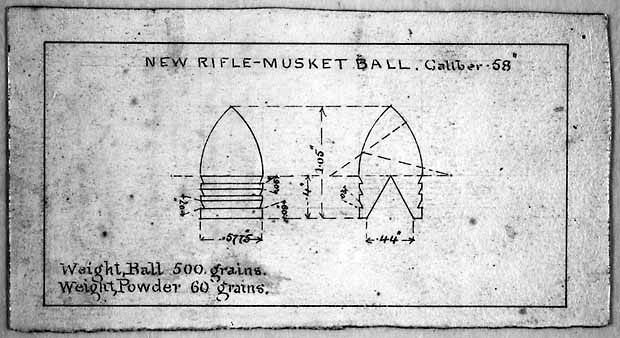
Схема кулі Міньє 1855 року від Харперс-Феррі, штат Західна Вірджинія.


Куля Міньє́ (англ. Minie ball) — куля для дульнозарядних гвинтівок (штуцерів), що стабілізується обертанням; названа на честь винахідника Клода-Етьєна Міньє, який також створив гвинтівку Міньє. Куля Міньє відіграла важливу роль в Кримській та американській громадянській війнах.

## Будова
Куля Міньє зроблена зі свинцю, має конічну циліндрічну форму діаметром трохи меншим за калібр ствола гвинтівки на бокових поверхнях зроблено чотири канавки, а внизу — конічна виїмка. Розроблена Міньє куля мала залізну конічну вставку в дно та свинцеву оправку. Їхнє призначення полягало в розширенні кулі під тиском порохових газів та підвищення її початкової швидкості.
Попередник кулі Міньє був створений в 1848 році капітанами французької армії Монтгомері і Анрі-Гюставом Дельвіньє. Розроблена ними куля забезпечувала швидке дульне зарядження гвинтівок, що сприяло ширшому використанню їх на полі бою, замість гладкоствольних рушниць. Дельвіньє винайшов кулю, яка розширювалась в стволі та заповнювала нарізи гвинтівки в 1826 році. У 1832 році капітан Джон Нортон запропонував циліндрично-конусну кулю, яка однак, не здобула поширення.